# Andreas Paulus
Andreas Leonhard Paulus (* 30. August 1968 in Frankfurt am Main) ist ein deutscher Rechtswissenschaftler und Inhaber des Lehrstuhls für Öffentliches Recht, insbesondere Völkerrecht, an der Georg-August-Universität Göttingen. Von März 2010 bis Juni 2022 war er Richter des Ersten Senats des Bundesverfassungsgerichts.

## Leben
Andreas Paulus wuchs in Eppstein-Vockenhausen auf, wohin die Familie Mitte der 1970er Jahre gezogen war. In Eppstein ging er zur Grundschule und auf das Gymnasium der Bischof-Neumann-Schule in Königstein im Taunus.
Paulus ist ledig und kinderlos.

## Akademische Laufbahn
Andreas Paulus studierte an den Universitäten Göttingen, Genf, München und Harvard Rechtswissenschaften. 1994 legte er sein erstes, 1996 sein zweites juristisches Staatsexamen ab.
Im Jahr 2000 legte er seine Dissertation über Die internationale Gemeinschaft im Völkerrecht an der Universität München vor. Im September 2003 erhielt er den Bayerischen Habilitationsförderpreis. Im Akademischen Jahr 2003/04 lehrte er als Visiting Assistant Professor an der University of Michigan Law School, im Juli 2005 am Duke-Geneva Institute in Transnational Law. Ab Juli 2006 war er Privatdozent für Öffentliches Recht, Völker- und Europarecht, Verfassungsgeschichte und Rechtsphilosophie an der Ludwig-Maximilians-Universität München am Lehrstuhl von Bruno Simma und Georg Nolte. Seit 2006 hat er den Lehrstuhl für Öffentliches Recht, insbesondere Völkerrecht am Institut für Völkerrecht und Europarecht der Universität Göttingen inne.
Zudem war er Praktikant im UN Office of the Legal Counsel (Büro des Rechtsberaters im Bereich Rechtsangelegenheiten) und beim Chefankläger der Internationalen Tribunale für das ehemalige Jugoslawien und Ruanda.
Er ist Vertrauensdozent der Studienstiftung des deutschen Volkes.
Seit 2018 ist Paulus Vorsitzender des Präsidiums der Deutschen Sektion der Internationalen Juristenkommission e. V.
Paulus wurde 2024 in die Norwegische Akademie der Wissenschaften aufgenommen.

## Anwaltstätigkeit
Paulus war Counsel der Bundesrepublik Deutschland im LaGrand-Fall (Deutschland/USA) und Adviser des deutschen Teams im Certain-Property-Fall (Liechtenstein/Deutschland) vor dem Internationalen Gerichtshof in Den Haag.

## Tätigkeit als Richter des Bundesverfassungsgerichts
Am 25. Februar 2010 wurde bekannt, dass Paulus von der FDP als neuer Richter des Bundesverfassungsgerichts vorgeschlagen wurde. Der Wahlausschuss des Bundestags wählte ihn am 5. März 2010 in dieses Amt, das er am 16. März 2010 als Nachfolger Hans-Jürgen Papiers antrat. Er gehörte dem Ersten Senat des Gerichts an. Er schied am 3. Juni 2022 aus. Ihm folgte Heinrich Amadeus Wolff nach.
Paulus war am ZDF-Urteil von 2014 beteiligt. Dort vertrat er als Einziger die Auffassung, dass die Korrekturen, die das Gericht beim ZDF verlangte, nicht ausreichend sind. Seine Meinung wurde dem Urteil angefügt. Für die Feierstunde seiner Verabschiedung im Juli 2022 wählte er vor dem Hintergrund des russischen Überfalls auf die Ukraine ukrainische Musik von Myroslaw Skoryk und Mykola Lyssenko aus.

## Politische Aktivitäten
Andreas Paulus ist Mitglied der FDP in Göttingen. Er bekleidet derzeit keine politischen Ämter. Zuvor war er Mitglied der FDP Bayern, für die er verschiedene Funktionen innehatte. Unter anderem war er Mitglied in einem Münchner Bezirksausschuss, stellvertretender Vorsitzender der Münchner FDP und Vorsitzender des bayerischen Satzungsausschusses.

## Auszeichnungen
- 2022: Großes Verdienstkreuz mit Stern und Schulterband des Verdienstordens der Bundesrepublik Deutschland